# Regi Academy
Regi Academy is een Belgisch televisieprogramma dat sinds 2021 wordt uitgezonden op VTM 2. In het programma gaat muziekproducent Regi Penxten op zoek naar nieuw zangtalent om een nieuwe single in te zingen. 
In het eerste seizoen bestaat de jury uit zijn boezemvriend en rechterhand Lester Williams, de zanger Jaap Reesema (gekend als Jake Reese) en zangeres Olivia Trappeniers (gekend als O.T.) met wie hij in het verleden al songs uitbracht. Ook de presentatrice, zangeres Camille Dhont (gekend als Camille), behoort tot zijn vaste groep. De selectie verloopt als volgt: de kandidaten moeten de eerste ronde een liedje naar keuze uit het repertoire van Penxten zingen en minstens drie juryleden moeten hun 'gouden handje' omhoog hebben geklapt om te slagen. Wie niet slaagt, heeft soms een stem die niet past bij het dance genre; zo wordt Berre Vandenbussche, die later eigen songs zal uitbrengen, met felicitaties naar huis gestuurd. In een later stadium van de wedstrijd worden de kandidaten mentaal en vocaal gecoacht. Ze moeten een duet brengen. De laatste vijf mogen in de studio de nieuwe single inzingen, en de laatste drie mogen live optreden met Regi. Pauline Slangen werd winnares en haar versie van het nummer Duizend sterren werd uitgebracht.
In seizoen 2 is Kathleen Aerts het vervangende jurylid van O.T. en doet Emma Salden, radio DJ bij Qmusic, zich voor als kandidaat om te weten te komen hoe de kandidaten met elkaar omgaan wanneer de camera's er niet bij zijn en zo het sociale aspect van hun karakter te peilen. Onzeker over wie het verdient om te winnen, kiest de jury Arno Louwette & Melanie Amollo als winnaars en het nummer Als ik mezelf verlies wordt als duet uitgebracht. 

## Overzicht
| Seizoen | Jury            | Jury               | Jury         | Jury         | Vaste gast      | Undercover kand. | Presentatie   | Winnaar        | 2de plaats |
| ------- | --------------- | ------------------ | ------------ | ------------ | --------------- | ---------------- | ------------- | -------------- | ---------- |
| 1       | Lester Williams | Olivia Trappeniers | Regi Penxten | Jaap Reesema |                 |                  | Camille Dhont | Pauline        | Amber      |
| 2       | Lester Williams | Kathleen Aerts     | Regi Penxten | Jaap Reesema | Pauline Slangen | Emma Salden      |               | Arno & Melanie | Hanne      |

## Audities

### Seizoen 1
| Kandidaat | Nummer                    |
| --------- | ------------------------- |
| Pauline   | You have a heart          |
| Kimberly  | Vergeet de tijd           |
| Jasmin    | Vuurwerk                  |
| Amber     | Walk on water             |
| Berre     | Ordinary                  |
| Febe      | Vechter                   |
| Helle     | They don't know           |
| Yutan     | Should have been there    |
| Steven    | No music                  |
| Sander    | Ordinary                  |
| Marie     | Ellie                     |
| Lana      | Go to hell                |
| Amber     | Miracle                   |
| Anna      | You have a heart          |
| Melissa   | Turn the tide             |
| Claire    | De wereld draait voor jou |
| Jens      | Wolves                    |
| Leslie    | Alles uit het leven       |
| Marie     | Vergeet de tijd           |
| Daria     | Blackout                  |
| Eline     | Summer life               |
| Gaëlle    | Should have been          |
| Jill      | Vuurwerk                  |
| Laurens   | Ellie                     |
| Wietse    | Ordinary                  |

### Seizoen 2
|           | Auditie                             | Auditie                  | Extra proef       | Extra proef              | Groepsopdracht & Quiz | Groepsopdracht & Quiz    | Ronde 2                      | Ronde 2                      | Ronde 3                  | Finale     |
| Kandidaat | Nummer                              | Uitslag                  | Nummer            | Uitslag                  | Nummer                | Uitslag                  | Nummer                       | Uitslag                      | Ronde 3                  | Finale     |
| --------- | ----------------------------------- | ------------------------ | ----------------- | ------------------------ | --------------------- | ------------------------ | ---------------------------- | ---------------------------- | ------------------------ | ---------- |
| Arno      | Vergeet de tijd                     | Door naar volgende ronde | Zwaartekracht     | Door naar volgende ronde | Kom wat dichterbij    | Door naar volgende ronde | Ellie                        | Door naar volgende ronde     | Door naar volgende ronde | Gewonnen   |
| Melanie   | Vechter                             | Door naar volgende ronde | Zwaartekracht     | Door naar volgende ronde | Kom wat dichterbij    | Door naar volgende ronde | Zwaartekracht                | Door naar volgende ronde     | Door naar volgende ronde | Gewonnen   |
| Hanne     | Vergeet de tijd                     | Door naar volgende ronde | Rechtstreeks door | Door naar volgende ronde | Walk on water         | Door naar volgende ronde | Vuurwerk                     | Door naar volgende ronde     | Door naar volgende ronde | Afgevallen |
| Lars      | If This Was The Last Day of My Life | Door naar volgende ronde | Zwaartekracht     | Door naar volgende ronde | Kom wat dichterbij    | Door naar volgende ronde | Onbekend                     | Door naar volgende ronde     | Door naar volgende ronde |            |
| Billi     | Porselein                           | Door naar volgende ronde | Zwaartekracht     | Door naar volgende ronde | Walk on water         | Door naar volgende ronde | Onbekend                     | Door naar volgende ronde     | Door naar volgende ronde |            |
| Anaïs     | Duizend Sterren                     | Door naar volgende ronde | Zwaartekracht     | Door naar volgende ronde | Rechtstreeks door     | Door naar volgende ronde | Run                          | Door naar volgende ronde     | Door naar volgende ronde |            |
| Nell      | Livin' A Lie                        | Door naar volgende ronde | Rechtstreeks door | Door naar volgende ronde | Rechtstreeks door     | Door naar volgende ronde | Miracle                      | Door naar volgende ronde     | Afgevallen               |            |
| Emma      | Doet geen auditie                   | Door naar volgende ronde | Rechtstreeks door | Door naar volgende ronde | Rechtstreeks door     | Door naar volgende ronde | Undercovermantel opgehelderd | Undercovermantel opgehelderd |                          |            |
| Paak      | You have a heart                    | Door naar volgende ronde | Rechtstreeks door | Door naar volgende ronde | Walk on water         | Door naar volgende ronde | Onbekend                     | Afgevallen                   |                          |            |
| Jana      | Lost Without You                    | Door naar volgende ronde | Zwaartekracht     | Afgevallen               |                       |                          |                              |                              |                          |            |
| Diana     | Should have been there              | Door naar volgende ronde | Zwaartekracht     | Afgevallen               |                       |                          |                              |                              |                          |            |
| Lotte     | Lost Without You                    | Door naar volgende ronde | Zwaartekracht     | Afgevallen               |                       |                          |                              |                              |                          |            |
| Wouter    | Ordinary                            | Door naar volgende ronde | Zwaartekracht     | Afgevallen               |                       |                          |                              |                              |                          |            |
| Jessi     | Forever                             | Afgevallen               |                   |                          |                       |                          |                              |                              |                          |            |
| Kristel   | Ik Haal Alles Uit Het Leven         | Afgevallen               |                   |                          |                       |                          |                              |                              |                          |            |
| Nick      | De wereld draait voor jou           | Afgevallen               |                   |                          |                       |                          |                              |                              |                          |            |
| Jessica   | Run                                 | Afgevallen               |                   |                          |                       |                          |                              |                              |                          |            |
| Lisa      | Duizend Sterren                     | Afgevallen               |                   |                          |                       |                          |                              |                              |                          |            |
| Lotte     | Go to Hell                          | Afgevallen               |                   |                          |                       |                          |                              |                              |                          |            |
| Charlotte | Zo ver weg                          | Afgevallen               |                   |                          |                       |                          |                              |                              |                          |            |
| Naomi     | Storm                               | Afgevallen               |                   |                          |                       |                          |                              |                              |                          |            |
| Kaylee    | Walk on water                       | Afgevallen               |                   |                          |                       |                          |                              |                              |                          |            |